# Manuel de Guirior
José Manuel de Guirior Portal de Huarte Erdozáin y González de Sepulveda, marchese di Guirior (Aoiz, 1708 – Madrid, 25 novembre 1788), è stato un generale e amministratore coloniale spagnolo di origine basca.
Fu viceré della Nuova Granada dal 1772 al 1776 e viceré del Perù dal 17 luglio 1776 al 21 luglio 1780.

## Biografia
Guirior nacque da una nobile famiglia della Navarra. Entrò nella marina nel 1733 come tenente. Combatté nella guerra dei sette anni contro gli inglesi, e contro i corsari barbareschi del Mediterraneo. Fu cavaliere degli Ospedalieri.

### Viceré della Nuova Granada
Nel 1772 fu nominato viceré della Nuova Granada. Durante l'incarico cercò di riformare le comunità religiose, rivitalizzare le missioni ed assicurare un trattamento più umano agli indigeni. Operò per migliorare l'economia e stimolare l'industria. Divise la città di Bogotà in barrio.
Migliorò anche le difese della colonia, specialmente sulla costa. Fondò l'Università di Santafé, l'ospedale ed un ospizio. Il 20 luglio 1773 fondò la prima biblioteca pubblica della colonia, a Bogotà. La collezione originale della biblioteca conteneva i libri espropriati ai gesuiti, espulsi da tutti i domini dell'impero spagnolo per ordine di re Carlo III di Spagna nel 1767. La nuova biblioteca fu aperta il 9 gennaio 1777, ed è conosciuta oggi come Biblioteca Nacional de Colombia.
Nel 1774 Guirior fu promosso a tenente-generale.

### Viceré del Perù
Nel 1775 fu nominato viceré del Perù, e nel 1776 giunse a Lima assumendo l'incarico. Assistette alla spedizione scientifica di Hipólito Ruiz López, José Antonio Pavón e Joseph Dombey, inviata a studiare la flora del vicereame. Le scoperte furono in seguito pubblicate col titolo di La flora peruana y chilena. Un altro obiettivo era la stimolazione dell'economia, che perseguì adottando misure liberali in agricoltura, industria estrattiva, commercio ed industria.
Si guadagnò una reputazione di uomo intelligente e compassionevole, oltre che di lavoratore instancabile. Istituì due nuove cattedre presso l'università, migliorò il sistema sanitario in dieci ospedali di Lima fondando anche un orfanotrofio.
Nel giugno del 1777 José Antonio de Areche giunse a Lima come visitador per conto della corona di Spagna. Aumentò le tasse dal 4% al 6%, ed il viceré Guirior impose una tassa del 12½% sul liquore. Gli screzi col visitador Areche portarono alla rimozione di Guirior dal suo incarico nel luglio del 1780. Fu soggetto ad un juicio de residencia e la sua pensione fu dimezzata. Fu poi assolto dopo la morte. Morì il 25 novembre 1788. Fu sostituito come viceré dal governatore del Cile, Agustín de Jáuregui.
Al tempo della defenestrazione di Guirior, gli indigeni peruviani erano sull'orlo di una rivolta che, guidata da Túpac Amaru II, scoppiò il 4 novembre 1780.

## Discendenza
La sua unica figlia, Cristina de Guirior (1739-1766), sposò il conte di Brusson Anselmo Frigerio (1711-1778).